# Lucía López Martínez
Lucía López Martínez  (nacida el 31 de enero de 1974 en Barcelona, Cataluña) es una exjugadora de hockey sobre hierba española. Disputó los Juegos Olímpicos de Atlanta 1996, Sídney 2000 y Atenas 2004  con España, obteniendo un octavo, cuarto y décimo puesto, respectivamente. 

## Participaciones en Juegos Olímpicos
- Atlanta 1996, puesto 8.
- Sídney 2000, puesto 4.
- Atenas 2004, puesto 10.